# Prolaktoliberin
sproščevalni hormon prolaktina  ali PRH (angl. prolactin releasing hormone) je hormon hipotalamusa.
VLOGE
- uravnava izločanje prolaktina
- njegovo nalogo morda opravljajo TRH, VIP (vazokaktivni intestinalni polipeptid), oksitocin in beta endorfin